# Houston Stewart Chamberlain
Houston Stewart Chamberlain (9. september 1855 – 9. januar 1927) var en britisk-tysk forfatter af politisk filosofi, naturvidenskabsmand og svigersøn af den tyske komponist Richard Wagner. Med sit værk Die Grundlagen des Neunzehnten Jahrhunderts fra 1900 producerede han det ideologiske fundament for den nazistiske raceideologi der så europæiske "ariere" som en højerestående menneskerace og jøderne som roden til den vestlige civilisations dårligdomme. Han var fortaler for en politisk pangermanisme hvorunder alle de germansk-talende folk i Nordeuropa burde være nære politiske allierede, eller måske en del af den samme stat. 
Hitler beundrede Chamberlains værker, og Chamberlain beundrede Hitlers politiske bevægelse med målet om at genrejse Tyskland efter første verdenskrig, og han anså ham for at være en redningsmand for Tyskland og den ariske race. Da Chamberlain og Hitler mødtes i 1920erne blev den aldrende Chamberlain en slags ideologisk mentor for Hitler, som også deltog i hans begravelse.

## Eksterne links
- Tekster af Houston Stewart Chamberlain hos Internet Archive
- Die Grundlagen des neunzehnten Jahrhunderts Arkiveret 19. november 2005 hos  Wayback Machine, download udgave på tysk og engelsk

| Biografi | Spire Denne biografi er en spire som bør udbygges. Du er velkommen til at hjælpe Wikipedia ved at udvide den. |